# Kvantová dekoherence
Kvantová dekoherence je ztráta koherence v kvantové mechanice. Dochází k ní interakcí s okolím. Gravitační pole ji může také způsobovat. Deterministické interpretace kvantové mechaniky používají tento koncept k vysvětlení pozorovaného kolapsu vlnové funkce. Roku 1952 jej zavedl David Bohm a umožnilo to tak alternativně bez paradoxu vysvětlit myšlenkový experiment zvaný Schrödingerova kočka.